# 君は1000%
「君は1000%」（きみはせんパーセント）は、1986年5月1日にバップよりリリースされた、1986オメガトライブのデビューシングル。1986オメガトライブの知名度を上げた一曲であり、リードボーカルのカルロス・トシキ在籍時のオメガトライブの代表曲である。

## 解説
- 榊原郁恵が主演のテレビドラマの日本テレビ系列『新・熱中時代宣言』の主題歌。
- 1986年7月23日発売の1枚目のアルバム『Navigator』にも「君は1000%」が収録されているが、シングルとはヴォーカルとミックスが異なる。他社から発売されたオムニバスアルバムにも多く収録されている。
- 2000年『あの人は今!?』に、カルロスが緊急来日。12年ぶりにテレビ出演し、大ヒットのこの曲と「アクアマリンのままでいて」をメドレーで歌唱した。
- 2010年、フジテレビ系列の番組『大追跡!あのニュースの続き』にカルロスが出演し、10年ぶりに再びこの曲を披露した。
- 2番の歌詞の「輝くハレーの雫を…」はこの年、約76年ぶりに地球に接近したハレー彗星のことを歌っている。これは「1986オメガトライブが彗星の如く出現、尾を引く人気になるように」との意も込められている。
- 2004年2月に行われた杉山清貴&オメガトライブの再結成コンサートでは、アンコールにお遊びで冒頭部分のみ演奏され（すぐに止めて杉山時代の代表曲である「ASPHALT LADY」へ繋げた）、一部ではあるが杉山清貴のボーカルによる「君は1000%」が披露された。
- 2021年4月29日に大阪市の靭公園で生配信公演が行われた、「靭公園 MUSIC FESTA ～FM COCORLO 風のハミング～」に杉山清貴のボーカルによる「君は1000%」がフルコーラスで初めて歌われた。
- オリコンチャート初登場12位、最高6位を獲得。同チャートでの売り上げ枚数は29.3万枚である。

## 制作
- 藤田浩一とのオーディションに合格し、事務所と契約を交わしたあと、藤田より「カルロスをもっと知りたいから一緒にハワイに行こう」と言われ、ハワイに行き藤田と過ごしている際、藤田より「ポルトガル語と日本語の似てる言葉はありますか?」と聞かれて、カルロスが「日本語の1000（せん）は、ブラジルの100(cem)。100%は1000%です」と答えると、藤田より「それはおもしろい」ということになり、曲のタイトルが決まり、その場で藤田が作詞家に連絡して、「タイトルは『君は1000%』」というタイトルでの作詞を依頼した。カルロスは、「いちばんすごいなと思ったのは、プロデューサーが、何かを自分の中から引き出そうとしたこと。作られたものではなく、カルロスの中から何かを生み出そうとした。それがすごいなと思いました」と語り[1]、「そこで、自分のアイデンティティを作らなきゃいけない。いままで、西城秀樹、野口五郎を歌っても、マネじゃないけど、曲のイメージがある。でも、この曲は誰も歌ってない。自分のアイデンティティを曲にどう入れるか。最初、すごく考えた」と語った[1]。

## 収録曲
- 全作詞: 有川正沙子、作曲: 和泉常寛

1. 君は1000%
編曲: 新川博
  - 日本テレビ系土曜グランド劇場『新・熱中時代宣言』主題歌
2. Your Graduation
編曲: 和泉常寛
  - 日本テレビ系土曜グランド劇場『新・熱中時代宣言』挿入歌

カルロスが、最初にレコーディングした曲。「何よりも、自分の生まれて初めてのオリジナル曲っていう感動が先で。僕はバラードが大好きだから、いきなりいいバラードの曲が歌えて、『やった!』って思って」と語っている[1]。

## オムニバスアルバムに収録
- ザ・テーマ‐日本テレビドラマ主題歌集‐80年代〜（1992年9月21日、バップ）
- 伝説のテレビドラマ・テーマコレクション2（1994年8月1日、バップ）
- ど根性ヒッツ VOL.8（1996年6月26日、ポリスター）
- '80sドラマ・ソングブック（2000年5月24日、バップ）
- 青春歌年鑑'86 BEST30（2000年11月22日、ソニー・ミュージックレコーズ）
- スーパー・セレクト TV THEMES「ヒーロー」（2002年9月4日、キングレコード）
- J-LOVE Super Collection（2002年、BMGファンハウス）
- 日本テレビ開局50年記念 TV GENERATION 日テレGOLDEN BEST（2003年8月28日、バップ）
- 速報!歌の大辞テン!! PRESENTS 80's VS 90's 〜POPS〜（2004年1月15日、avex trax）
- 夏歌（2004年6月23日、Sony Music Direct）
- 1986オメガトライブ(廉価盤)（2006年8月8日、インディーズ・メーカー、杉山清貴&オメガトライブと合同）
- BEST SUMMER（2009年7月1日、Sony Music Direct）
- 春子の部屋 〜あまちゃん 80'S HITS〜 ソニーミュージック編（2013年8月28日、GT music）
- イニシエーション・ラブ -あの頃カーステから流れていた80'S BEST HITS-（2015年5月20日、ソニー・ミュージックダイレクト）

## カバー
- 2006年、安藤裕子がシングル「The Still Steel Down」のc/wにこの曲のカバーを収録している。
- 2007年、西川茂臣がアルバム「80’S HIT PARADE VOL.1」でカバーしている。
- 2017年、港カヲル（グループ魂）がソロアルバム「俺でいいのかい ～港カヲル、歌いすぎる～」でカバーしている。
- 2019年、EnGene.（エンジン）が4thシングルとしてカバーしている。
- 2021年、DEENがカバーアルバム「POP IN CITY 〜for covers only〜」でカバーしている。
- 2021年、SUPER★DRAGONが配信限定シングルとしてカバーしている。
- 2022年、降幡愛がアルバム「Memories of Romance in Summer」でカバーしている。

## 楽譜化
- 楽譜 R35の超定番!J-POP（2008年8月、シンコーミュージック）
- 一五一会スコア・マガジン　Vol.17〈春号〉（2009年9月、ドレミ楽譜出版社）